# Stylosiphonia glabra
Stylosiphonia glabra är en måreväxtart som beskrevs av Townshend Stith Brandegee. Stylosiphonia glabra ingår i släktet Stylosiphonia och familjen måreväxter. Inga underarter finns listade i Catalogue of Life.